# Міст Жінки
Міст Жінки (ісп. Puente de la Mujer) — пішохідний міст у новому Пуерто-Мадеро, комерційному районі Буенос-Айреса, Аргентина. Він є розвідним мостом. Міст має одну щоглу з вантами і поворотну частину мосту, яка повертається на 90 градусів з метою пропуску водного транспорту.
Автором проекту був Сантьяго Калатрава. Зведення мосту почалось у 1998 році, а його відкриття відбулось 20 грудня 2001 року. Замовником будівництва був Фонд Лоренцо Альберто Гонсалеса.
24 серпня 2023 року до дня незалежності України міст підсвітили у синьо-жовтих кольорах.

## Походження назви
Багато вулиць у районі Пуерто-Мадеро мають жіночі імена, що й дало мосту його назву.

### Пам'ятна дошка (переклад українською)
Міст Жінки

Мистецький подарунок місту Буенос-Айрес 

У подяку за 60 років роботи в країні

Фонд Лоренсо Альберто Гонсалеса.